# Ángel Díaz de Entresotos
Ángel Díaz de Entresotos Mier, né le 5 décembre 1927 à Santander et mort le 16 novembre 2009 à Santander, est un homme politique espagnol membre du Parti populaire (PP).
Il est président de la Députation régionale de Cantabrie entre 1984 et 1987.

## Biographie

### Formation et vie professionnelle
Après avoir obtenu sa licence en droit à l'université d'Oviedo, il accomplit son service militaire obligatoire. Il sert dans la milice navale universitaire et atteint le grade de lieutenant de l'infanterie de marine.
En 1954, il passe avec succès le concours d'avocat et s'inscrit alors au barreau de Cantabrie.

### Débuts en politique
Il adhère au parti conservateur Alliance populaire (AP) en assistant à son congrès fondateur, en mars 1977. Lors de l'élection régionale du 8 mai 1983, il se fait élire député à l'Assemblée régionale de Cantabrie. Il en devient ensuite le premier secrétaire.

### Président de Cantabrie
Le 6 mars 1984, à peine quatre jours après l'annonce de la démission de José Antonio Rodríguez, le président de l'Assemblée le désigne comme candidat à la présidence de la communauté autonome. Appuyée par le PDP, le président régional de l'AP et la majorité du groupe parlementaire, cette nomination entraîne la scission de quatre parlementaires puisqu'il n'était pas le choix du comité exécutif régional de l'AP.
Ángel Díaz de Entresotos est investi président de la Députation régionale de Cantabrie le 18 mars, par 17 voix contre 16 lors du deuxième tour de vote, ayant compté avec l'appui des quatre dissidents, l'abstention de José Antonio Rodríguez et d'un ancien député socialiste. Il est officiellement nommé neuf jours plus tard.
Dès le mois d'août, un conflit entre l'AP et le PDP au sujet des compétences du secrétariat général de la présidence met en péril sa très fragile majorité parlementaire, mais la rupture est évitée de justesse par l'intervention début septembre des secrétaires généraux nationaux des deux formations.

### Fin de parcours
Bien qu'il ait fait savoir en janvier 1986 sa volonté d'être candidat à sa succession lors du scrutin de l'année suivante, l'AP lui préfère le maire de Santander Juan Hormaechea. Il ne se présente même pas sur la liste de l'AP et met ainsi fin à sa carrière politique. Hormaechea prend sa suite le 29 juillet 1987.
Il meurt à Santander le 16 novembre 2009, à l'âge de 81 ans.

### Vie privée
Il est marié et père de trois enfants.